# 1982年上海
|        | 上海历史 |
| 世紀： | 19世紀上海 \| 20世紀上海 \| 21世紀上海                                                                                     |
| 年代： | 1950年代上海 \| 1960年代上海 \| 1970年代上海 \| 1980年代上海 \| 1990年代上海 \| 2000年代上海 \| 2010年代上海               |
| 年份： | 1978年上海 \| 1979年上海 \| 1980年上海 \| 1981年上海 \| 1982年上海 \| 1983年上海 \| 1984年上海 \| 1985年上海 \| 1986年上海 |
| 紀年： | 壬戌年（狗年）、上海开埠139周年、上海设市55周年                                                                            |

## 主要官员

### 党委
- 市委第一书记：陈国栋

### 人大
- 人大常委会主任：胡立教

### 政府
- 市长：汪道涵

### 法院
- 院长：关子展

### 检察院
- 检察长：秦昆

### （党）纪委筹备组，行使纪委职权
- 组长：王尧山[註 1]

### 政协
- 主席：王一平

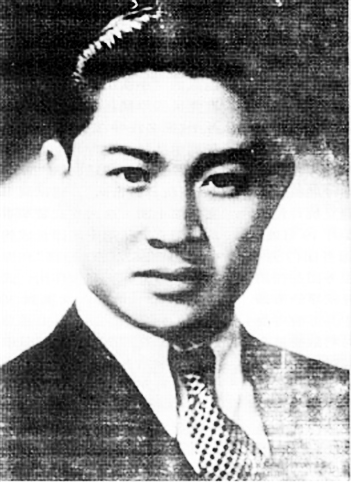
市长汪道涵